# Giả thuyết

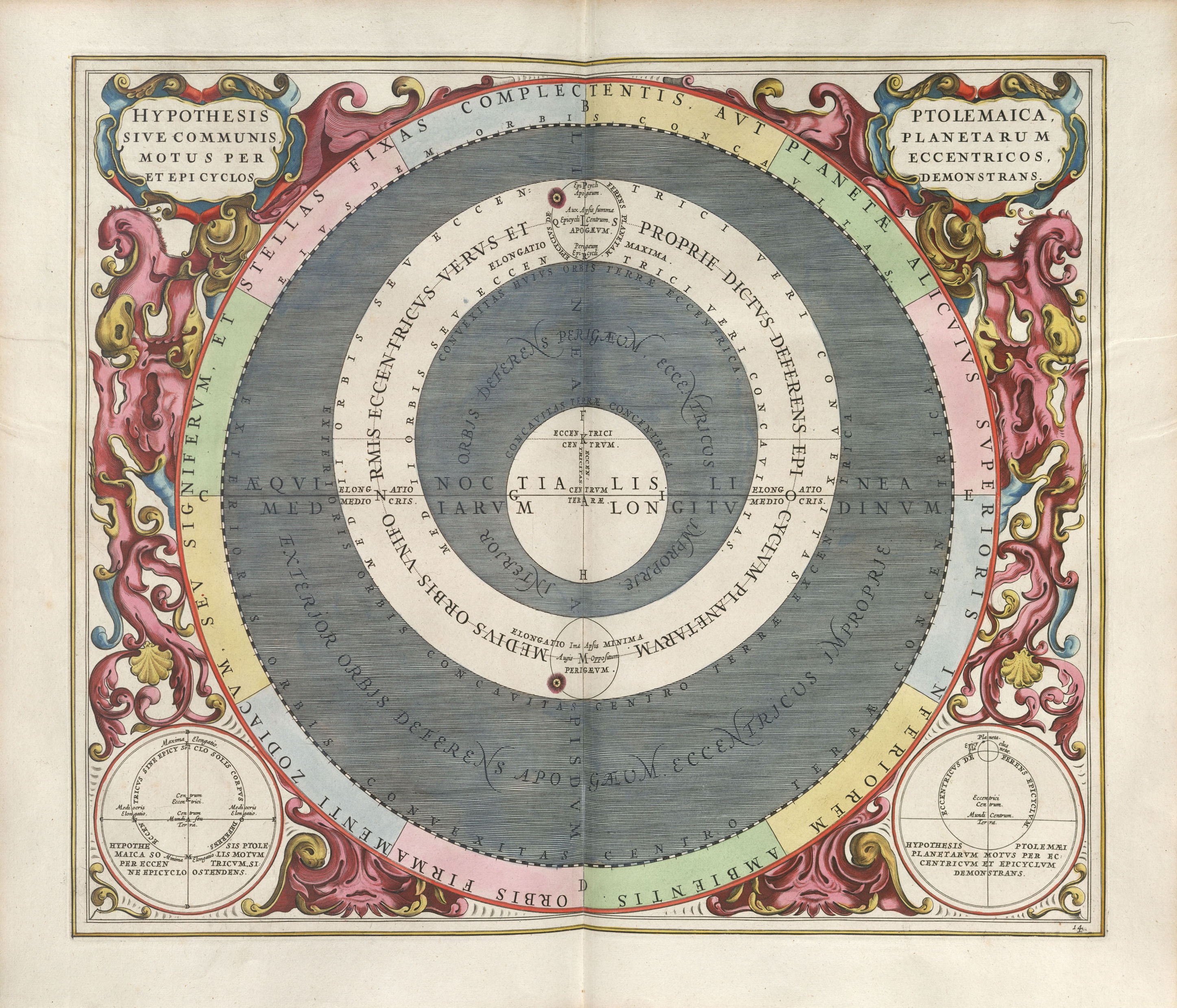
Giả thuyết của Andreas Cellarius, mô tả chuyển động của Trái Đất theo quỹ đạo ngoại luân

Giả thuyết (cũng được gọi là  phỏng đoán) là sự giải thích đề xuất cho một hiện tượng. Để một giả thuyết trở thành một giả thuyết khoa học, phương pháp khoa học yêu cầu cần có một sự kiểm định. Các giả thuyết khoa học thường được các nhà khoa học dựa vào những quan sát trước đó mà không thể giải thích được với các lý thuyết khoa học hiện có.